# 1741 год в науке
В 1741 году произошли различные научные и технологические события, некоторые из которых представлены ниже.

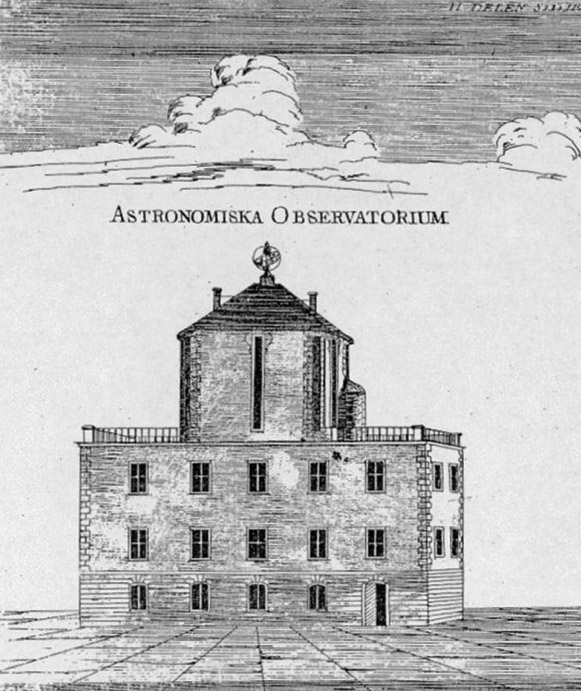
Уппсальская астрономическая обсерватория.

## События
- Построены русские парусные линейные корабли «Счастие», «Святой Пётр», «Благополучие».
- В Швеции основана Уппсальская астрономическая обсерватория.

## Родились
- 24 июня — Александр Адам — шотландский учитель и археолог.
- 23 августа — Жан-Франсуа де Лаперуз — французский мореплаватель, офицер военно-морского флота.

## Награды
Медаль Копли: Джон Теофил Дезагюлье, активный сторонник и пропагандист научных, философских и политических идей Исаака Ньютона.

## Скончались
- 10 октября — Людовик Делиль де ла Кроер — французский астроном, профессор, академик Петербургской Академии наук.
- 4 декабря — Иоганн Амман — врач и ботаник, член Лондонского королевского общества.
- 14 декабря — Шарль Роллен — французский историк и педагог.
- 19 декабря — Витус Беринг — российский мореплаватель.